# AKiBAッテキ!!
AKiBAッテキ!!（アキバッテキ）は、スカパー!のエンタ!371で2008年4月から2009年3月30日まで秋葉原の3021PCNET内のTHESPACSOFAKIBA3021から放送されていたアイドルバラエティ番組である。生放送と収録放送は隔週で行なわれていた。

## 内容
- つくばテレビ10周年記念として始まった公開生放送番組である。つくばテレビの番組の中で、生放送の番組が編成されるのは初めて[1]である。過去には秋葉原のドン・キホーテ内のスタジオ「あきスタ」から放送していたほか、金曜日放送分が途中から公開放送ではなくなった。

## 放送時間
- 月曜日･水曜日･金曜日の18:00~19:00

## 進行MC（終了時）
- 月曜（プリマベーラの日） - プリマベーラ
- 水曜（バラエティの日） - 松嶋初音
- 金曜（アイドルの日） - 安藤成子、深澤ゆうき

### 過去に担当
- saori@destiny
- mimika